# Château de Ferluc
Le château de Ferluc est un château situé dans sur la commune de Drugeac dans le Cantal, en France.

## Historique
Le château de Ferluc est inscrit au titre des monuments historiques par arrêté du 3 décembre 2001.

## Galerie

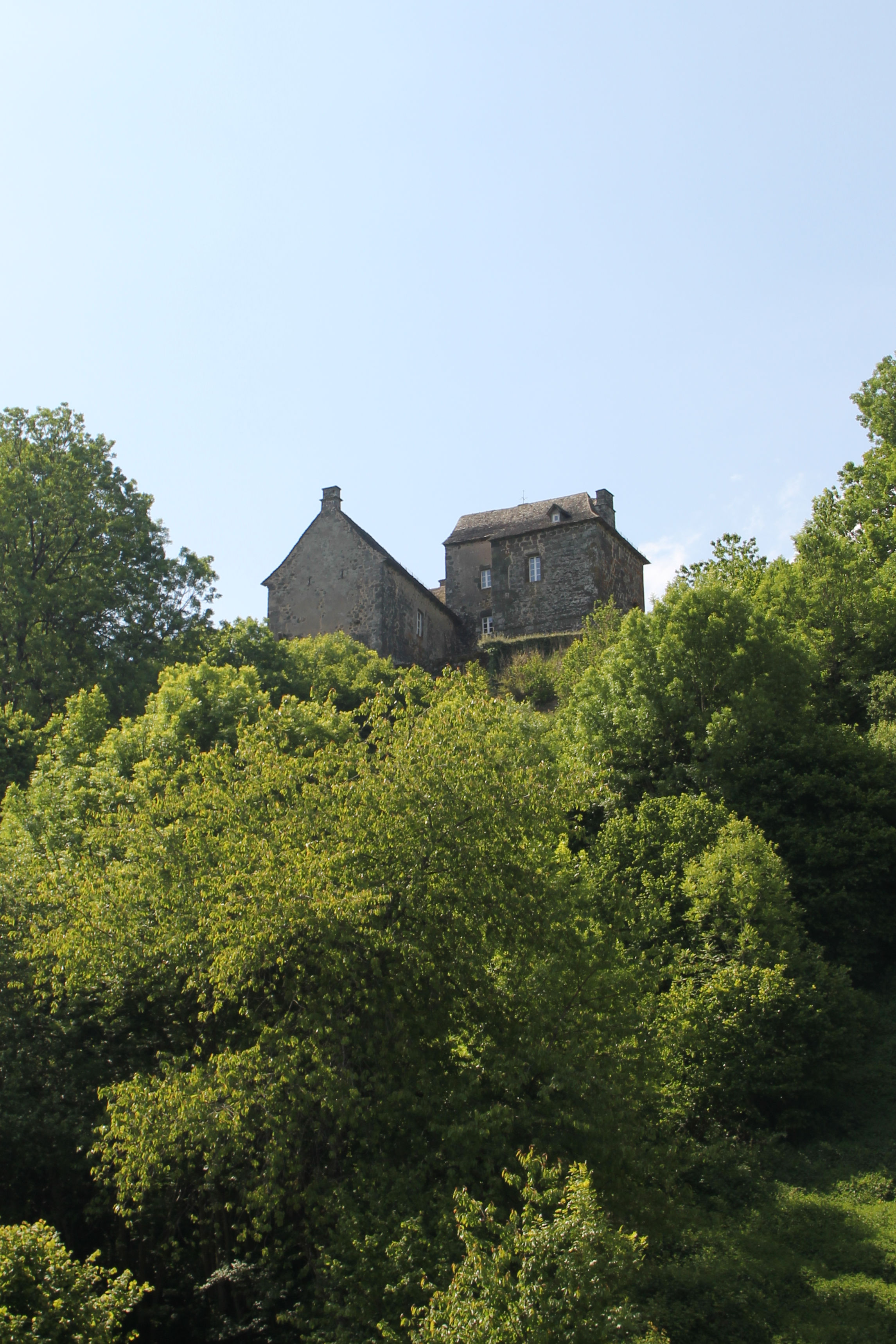
Façade Nord vue de la vallée.